# Il commissario De Vincenzi
Il commissario De Vincenzi è una serie televisiva poliziesca, prodotta e trasmessa dalla Rai sul Programma Nazionale in due stagioni distinte, nel 1974 e nel 1977.
Interprete principale del lavoro televisivo, nei panni del protagonista, il commissario Carlo De Vincenzi, era l'attore Paolo Stoppa.

## Personaggio letterario
La prima serie articolata su tre storie ciascuna delle quali sviluppata in due episodi girati in bianco e nero, venne trasmessa in prima serata tra il 24 marzo e il 9 aprile 1974 sul Programma Nazionale, mentre la seconda serie – pure basata su tre diverse storie – andò in onda dal 18 marzo al 2 aprile 1977 sulla rete 2.
La figura del commissario Carlo De Vincenzi (cinquantenne funzionario di questura, sorta di antieroe e, secondo la definizione che ne dà l'Enciclopedia della televisione, "uomo senza particolare fascino, ma di grande umanità") era ispirato al personaggio letterario creato dallo scrittore Augusto De Angelis, autore negli anni trenta di una serie di romanzi di genere poliziesco. L'autore, a causa dei suoi articoli pubblicati nella Gazzetta del popolo, che riuscirono sgraditi al fascismo, fu arrestato nel 1943. Uscito dal carcere di Como nel 1944, fu ucciso da un repubblichino a calci e pugni per una lite.
Alcuni dei suoi scritti furono pubblicati o ripubblicati postumi all'inizio degli anni sessanta, e da essi furono ricavate le serie televisive col taglio dello sceneggiato di stile teatrale-televisivo.
Le sceneggiature dei diversi episodi del seriale – ambientati, come i romanzi polizieschi da cui erano ricavati, nell'Italia degli anni trenta posta sotto il regime fascista – furono affidate ad un'équipe di autori specializzati in fiction di investigazione: Manlio Scarpelli, Bruno Di Geronimo, Paolo Barberio, Nino Palumbo.
La regia era curata da Mario Ferrero, mentre le scenografie erano affidate a Sergio Palmieri (Luciana Del Greco nella seconda serie); di Maurizio Monteverde erano i costumi. Musiche originali di Bruno Nicolai.
Particolarmente composito, all'interno dei sei episodi che andavano a comporre le due serie, era il cast di attori impiegati, molti dei quali provenienti da esperienze cinematografiche e teatrali. Da ricordare ne Il do tragico la presenza contemporanea di Paola Borboni e del marito Bruno Vilar.
Nella prima serie De Vincenzi è in forza alla Questura di Milano, è scapolo (in un episodio compare una nipote) e vive con una governante, Antonietta (interpretata da Gina Sammarco); il suo principale collaboratore è il vice commissario Sani (Franco Ferri). 
Nella seconda serie, invece, De Vincenzi, che in tutti gli episodi non nasconde la sua avversione per il regime, è trasferito a Roma per l'intervento del questore (Renzo Giovampietro), suo antico commilitone, che così gli evita un trasferimento punitivo a Carbonia. In questa serie De Vincenzi è ospite presso la signora Biagini (interpretata da Anna Miserocchi), una musicista appassionata di astrologia che s'informa sulle indagini in corso e dà suggerimenti. Alla Questura il suo aiutante è il vice commissario Renzi (interpretato da Valentino Macchi). 
Nella prima inchiesta della prima serie (Il candelabro a sette fiamme) l'azione comincia a Milano e termina in Palestina. Le altre due storie invece si svolgono prevalentemente all'interno di un solo luogo (un albergo, una casa di moda).
Due delle inchieste "romane" riguardano il mondo dello spettacolo e della comunicazione (Il mistero di Cinecittà ambientato negli studi di produzione, Il do tragico nei locali dell'EIAR). 
Vi sono alcuni richiami da una storia all'altra: in Il do tragico si cita il barone Von Wenzel, che De Vincenzi incontra nella prima inchiesta (Il candelabro a sette fiamme); in La barchetta di cristallo la signora Biagini legge un giallo di De Angelis, proprio Il candelabro a sette fiamme.

## Episodi

### Prima serie (1974)
In tutti gli episodi della prima stagione compaiono, a fianco di Paolo Stoppa (il commissario De Vincenzi), Giampiero Becherelli nel ruolo del commissario Bianchi, il medico legale interpretato da Alfredo Senarica, Gina Sammarco che interpreta Antonietta, la domestica del commissario, il vice commissario Sani (Franco Ferri) e il brigadiere Cruni (Salvatore Puntillo).
| titolo                        | prima TV                 | attori non ricorrenti |
| ----------------------------- | ------------------------ | --- |
| Il candelabro a sette fiamme  | 24 e 26 marzo 1974       | Vittorio Sanipoli, Maria Grazia Spina, Leo Gullotta, Alvise Battain, Gianni Rizzo, Warner Bentivegna, Claudio Guarino, Aldo Rogato, Paola Lelio, Dada Gallotti, Massimiliana Ferretto, Gualtiero Rispoli, Vincenzo De Toma, Franco Fiorini, Bruno Biasibetti, Cesare Di Vito, Vittorio Soncini, Mario Lombardini, Evar Maran, Gianni Solaro, Carlo Reali, Luciano Zuccolini, Renzo Bianconi, Diego Michelotti, Nino Drago, Ezio Rossi, Paolo Rovesi, Antonio Guidi, Leonardo Severini, Vittorio Zizzari, Marisa Traversi, Adriano Pomodoro, Adriano Micantoni, Nico Bellini (voce) |
| L'albergo delle tre rose      | 31 marzo e 2 aprile 1974 | Anna Maria Guarnieri, Fanny Marchiò, Valeria Ciangottini, Leo Gullotta, Warner Bentivegna, Eros Pagni, Vittorio Congia, Adolfo Geri, Dina Sassoli, Gabriella Andreini, Pino Colizzi, Enrico Ostermann, Mario Righetti, Varo Soleri, Irene Aloisi, Mario Lombardini, Evar Maran, Umberto D'Orsi, Vittorio Duse, Manfred Frayberger, Antonio Meschini, Piera Vidale, Maria Grazia Bon, Nico Bellini |
| Il mistero delle tre orchidee | 7 e 9 aprile 1974        | Mariolina Bovo, Nora Ricci, Franco Volpi, Gianna Giachetti, Giuliana Calandra, Ferruccio De Ceresa, Elsa Albani, Antonio Casagrande, Rossella Bergamonti, Lia Tanzi, Flora Carosello, Gioietta Gentile, Franca Mantelli, Giovanna Di Bernardo, Giovanna Benedetto, Anna Maria Bottini, Anita Bartolucci, Edda Soligo, Gin Maino, Fausto Tomei, Stefania Corsini (voce) |

### Seconda serie (1977)
Nella seconda stagione i personaggi ricorrenti che affiancano il commissario De Vincenzi sono: il questore (Renzo Giovampietro), il brigadiere Capocci (Giuliano Isidori), il vice commissario Renzi (Valentino Macchi), e la Signora Biagini (Anna Miserocchi).
| titolo                    | prima TV           | attori non ricorrenti |
| ------------------------- | ------------------ | --- |
| Il mistero di Cinecittà   | 18 e 19 marzo 1977 | Enzo Liberti, Carlo Hintermann, Gianni Musy, Lucia Catullo, Pamela Villoresi, Paolo Carlini, Antonio Pierfederici, Rosita Toros, Edmonda Aldini, Vira Silenti, Alessandro Blasetti, Amedeo Nazzari, Alfio Romano, Gianrico Tondinelli, Roberto Bonanni, Elena Croce, Bruno Scipioni, Lorenza Biella, Franco Mazzieri, Giuseppe Alotta, Enrico Pozzi, Gianluca Boccardi, Ivano Staccioli, Cinzia Bruno                                  |
| Il do tragico             | 25 e 26 marzo 1977 | Mino Bellei, Isabella Guidotti, Paola Borboni, Alfredo Bianchini, Magda Mercatali, Carlo Croccolo, Maurizio Romoli, Mario Valgoi, Gabriella Gabrielli, Giorgio Sciolette, Paolo Pieri, Edmondo Tieghi, Lucretia Love, Claudio Puglisi, Simone Mattioli, Libero Sansavini, Varo Soleri, Bruno Vilar, Gianfranco Freisteiner, Ezio Marano, Laura Torchio, Nico Bellini, Linda Scalera                                                    |
| La barchetta di cristallo | 1 e 2 aprile 1977  | Ilaria Occhini, Lia Zoppelli, Berto Gavioli, Carlo Tamberlani, Cecilia Polizzi, Miranda Campa, Antonello Fassari, Selvaggia Di Vasco, Salvatore Martino, Edoardo Borioli, Serena Spaziani, Licia Lombardi, Adolfo Belletti, Giovanni Simonetti, Antonella Carreri, Carlo Sanmartin, Emilio Cappuccio, Luigi Gatti, Luciana Durante, Gabriele Tozzi, Paolo Rovesi, Marcello Bertini, Siria Betti, Gualtiero Isnenghi, Luciano Catenacci |